# Domenico Tintoretto
Domenico Tintoretto (va néixer l'any 1560 a Venècia) va ser pintor. Fill de Jacopo Comin, més conegut com a Tintoretto, va tenir diversos germans entre ells Marietta (1554) i Marc (1561) també pintors.

## Obres
- La gent de mar ofereix una maqueta de gal·lera a Santa Giustina, primera mitat del s.XVII, oli sobre tela, Liagò, Palazzo Ducale, Venecia.[1]
- La Transfiguració, primera mitat del S.XVII, oli sobre tela, Liagò, Palazzo Ducale, Venecia.[1]
- El dux Giovanni Bembo davant Venècia amb figures al·legòriques,, primera mitat del S.XVII, oli sobre tela, Liagò, Palazzo Ducale, Venecia.[1]
- Baptisme de Crist, 1585, 137 cm x 105 cm, oli sobre llenç, Museo del Prado
- Dona descobrint el pit, 1580-90, 62 cm x 55,6 cm, oli sobre llenç, Museo del Prado